# Bukmacher
Bukmacher (ang. Bookmaker, od book – zakład i make – robić) – osoba lub instytucja zajmująca się przyjmowaniem zakładów pieniężnych przed zawodami wielu dyscyplin sportowych takich jak piłka nożna, hokej na lodzie, koszykówka, piłka siatkowa, tenis, tenis stołowy, boks, szachy, skoki narciarskie, wyścigi samochodowe, kolarstwo, wyścigi konne, biegi lekkoatletyczne, snooker, baseball itd. lub w ich trakcie. Są przyjmowane również zakłady dotyczące wydarzeń społeczno-politycznych (np. wyników wyborów, referendów). Popularne wśród graczy są także zakłady na sporty elektroniczne oraz sporty wirtualne, czyli generowane komputerowo wydarzenia sportowe.

## Historia bukmacherów w Polsce
Pierwszy zakład bukmacherski w Polsce obstawiono 28 maja 1917 roku. Jako pierwsi dostęp do typowania meczów mieli członkowie klubu kibica Polonii Warszawa, a pierwsze zakłady dotyczyły spotkania Polonii z Legią. Zadanie typerów polegało na poprawnym wskazaniu dokładnego wyniku końcowego, każdy gracz mógł obstawić dowolną liczbę kuponów, a jeśli nikomu nie udało się wskazać prawidłowego rezultatu, to pula przechodziła na konto klubu.
W tamtym okresie, podobnie zresztą jak przez kolejne cztery dekady zakłady sportowe w Polsce balansowały na granicy legalności, a sytuacja uległa zmianie dopiero w 1955 roku dzięki Rozporządzeniu na mocy Uchwały Prezydium Rządu (Nr 1010/50). To właśnie wtedy powstał Totalizator Sportowy, pod szyldem którego rok później na skrzyżowaniu ulic Marszałkowskiej oraz Wspólnej w Warszawie powstał pierwszy naziemny lokal przyjmowania zakładów sportowych (poza piłkarskimi rozgrywkami w Polsce wystawiano również kursy na mecze w Anglii).
Pierwszym oficjalnym bukmacherem, jakich znamy dziś, był Totolotek. Firma zarejestrowała swoją działalność w 1992 roku, a kilka lat później na rynku zadebiutowali dwaj giganci polskiej sceny zakładów sportowych, czyli firmy STS oraz Fortuna. W drugiej dekadzie XXI wieku najlepsi polscy bukmacherzy przenieśli się do internetu.
Ostatnią znaczącą datą dla polskich zakładów sportowych był 1 kwietnia 2017 roku. To właśnie tego dnia światło dzienne ujrzała nowelizacja ustawy hazardowej, w myśl której na polskim rynku legalnie mogą działać jedynie bukmacherzy posiadający aktualne zezwolenie od Ministerstwa Finansów.

## Branża bukmacherska w Polsce dziś

### Ustawa hazardowa
Działalność spółek organizujących zakłady bukmacherskie w Polsce reguluje Ustawa o grach hazardowych, która weszła w życie z dniem 1 stycznia 2010 r. i uchyliła Ustawę o grach losowych i zakładach wzajemnych z dnia 29 lipca 1992 r. Będąca prawem Ustawa hazardowa zwiększyła obostrzenia i kary dla internetowych podmiotów nieposiadających zezwoleń Ministra Finansów na prowadzenie działalności na terenie RP. Zwiększona została również o 2 punkty procentowe stawka podatku od gier, który obecnie wynosi 12%.
Przedsiębiorca aby założyć w Polsce działalność bukmacherską powinien powołać spółkę akcyjną lub spółkę z ograniczoną odpowiedzialnością o minimalnym kapitale zakładowym wysokości dwóch milionów PLN. Spółka musi być zarejestrowana w Polsce lub działać poprzez zarejestrowanego w Polsce przedstawiciela, musi mieć wybrany zarząd i radę nadzorczą, a jej członkowie nie mogą być skazanymi za przestępstwa celno–skarbowe. Bukmacher ma być wyposażony w specjalistyczne oprogramowanie, dostarczane m.in. przez zewnętrzne przedsiębiorstwa oferujące gotowe platformy informatyczne dla bukmacherów. Konieczne jest wystąpienie z wnioskiem do Ministerstwa Finansów o wydanie zezwolenia oraz zapewnienie gwarancji finansowej w wysokości 480 tys. PLN na pokrycie ewentualnych roszczeń graczy lub urzędów celno–skarbowych. Włączając do tego koszty zatrudnienia wykwalifikowanych pracowników, minimalny koszt założenia w Polsce działalności zakładów wzajemnych szacuje się na około 3 milionów PLN.
W latach 2004–2006 wpływy do budżetu Skarbu Państwa z tytułu opodatkowania umów – zakładów wzajemnych i opodatkowania wygranych w zakładach wzajemnych wynosiły odpowiednio:
- 2004 – 60 mln zł
- 2005 – 62 mln zł
- 2006 – 82 mln zł

W 2008 r. ww. spółki wpłaciły do budżetu państwa 87,9 mln zł podatku. Ich zysk wyniósł 0,5 mln zł.
Wraz z wejściem w życie nowelizacji ustawy hazardowej w 2017 roku i ograniczeniem szarej strefy wypływy do budżetu znacząco wzrosły. Za 2019 rok bukmacherzy, z tytułu podatku od gier, wpłacą do budżetu Polski około 800 mln zł.
Zatrudnienie we wszystkich, legalnie działających spółkach bukmacherskich w Polsce, szacuje się na ok. 5 tys. osób.

### Organizatorzy zakładów bukmacherskich w Polsce
Legalne podmioty na rynku zakładów wzajemnych, które posiadają zezwolenia ministra właściwego do spraw finansów publicznych na urządzanie zakładów wzajemnych na terytorium Polski:
| Lp. | Nazwa podmiotu                                 | Adres | KRS        | Zezwolenie na urządzanie zakładów wzajemnych w punktach naziemnych | Zezwolenie na urządzanie i prowadzenie działalności w zakresie zakładów wzajemnych przez Internet |
| --- | ---------------------------------------------- | --- | ---------- | ------------------------------------------------------------------ | ------------------------------------------------------------------------------------------------- |
| 1   | E–TOTO Zakłady BukmacherskieSp. z o.o.         | ul. Żurawia 8, 00–503 Warszawa | 0000370248 | NIE                                                                | TAK                                                                                               |
| 2   | FORTUNA online zakłady bukmacherskieSp. z o.o. | ul. Stawowa 50 43–400 Cieszyn | 0000002455 | TAK                                                                | TAK                                                                                               |
| 3   | STS S.A.                                       | ul. Porcelanowa 8 40–246 Katowice | 0000829716 | TAK                                                                | TAK                                                                                               |
| 4   | Traf-Zakłady Wzajemne Sp. z o.o.               | ul. Kijowska 1 03 –738 Warszawa | 0000358998 | TAK                                                                | TAK                                                                                               |
| 5   | TOTOLOTEK S.A.                                 | ul. Taneczna 18A 02 –829 Warszawa | 0000027214 | NIE                                                                | TAK                                                                                               |
| 6   | LV BET Zakłady BukmacherskieSp. z o.o.         | ul. Wańkowicza 3 40 –384 Katowice | 0000534588 | TAK                                                                | TAK                                                                                               |
| 7   | SUPERBET Zakłady BukmacherskieSp. z o.o.       | ul. Wincentego Rzymowskiego 31 02–697 Warszawa | 0000666114 | TAK                                                                | TAK                                                                                               |
| 8   | TOTALBET ZAKŁADY BUKMACHERSKIE Sp. z o.o.      | ul. Jubilerska 10 04–190 Warszawa | 0000662497 | NIE                                                                | TAK                                                                                               |
| 9   | forBET Zakłady BukmacherskieSp. z o.o.         | ul. Królewska 18 00–103 Warszawa | 0000263257 | TAK                                                                | TAK                                                                                               |
| 10  | BestBet Sp. z o.o.                             | ul. Solec 18 lok. U8 00–410 Warszawa | 0000627848 | NIE                                                                | TAK                                                                                               |
| 11  | Cherry Online Polska Sp. z o.o.                | ul. Gedymina 30 04–120 Warszawa | 0000678163 | NIE                                                                | TAK                                                                                               |
| 12  | BEM Operations Limited                         | Level 3, Tagliaferro Business Centre, Gaiety Lane, Sliema SLM 1551; Malta działająca przez Przedstawiciela: Gaming in Poland Sp. z o.o. ul. Zwycięska 20A/204 53–033 Wrocław | 0000759388 | NIE                                                                | TAK                                                                                               |
| 13  | BetFan Sp. z o.o.                              | ul. Śmiała 26 01–523 Warszawa | 0000727637 | TAK                                                                | TAK                                                                                               |
| 14  | eWinner Sp. z o.o.                             | ul. Legionów 126–128 81–472 Gdynia | 0000692778 | NIE                                                                | TAK                                                                                               |
| 15  | BetX Polska Sp. z o.o.                         | ul. Stefana Batorego 5 43–300 Bielsko–Biała | 0000623608 | TAK                                                                | TAK                                                                                               |
| 16  | Polski Bukmacher Sp. z o.o.                    | ul. Limanowskiego 10 41–300 Dąbrowa Górnicza | 0000687635 | NIE                                                                | TAK                                                                                               |
| 17  | BETCRIS POLSKA Sp. z o.o.                      | ul. Podolska 21 81–321 Gdynia | 0000748281 | NIE                                                                | TAK                                                                                               |
| 18  | GO BET Sp. z o.o.                              | ul. Grzybowska 87 00–844 Warszawa | 0000635110 | TAK                                                                | TAK                                                                                               |
| 19  | Bukmacherska Sp. z o.o.                        | ul. Śmiała 31 01–523 Warszawa | 0000806643 | NIE                                                                | TAK                                                                                               |
| 20  | FUN PROJECT Sp. z o.o.                         | ul. Mennicza 1 43–400 Cieszyn | 0000841641 | NIE                                                                | TAK                                                                                               |
| 21  | Silesia Entertainment Sp. z o.o.               | ul. Mennicza 1 43–400 Cieszyn | 0000832339 | NIE                                                                | TAK                                                                                               |
| 22  | GM Gaming Limited                              | 9, Empire Stadium Street; Gzira; GZR 1300; Malta działająca przez Przedstawiciela: Gaming in Poland Sp. z o.o. ul. Zwycięska 20A/204 53–033 Wrocław                          | 0000759388 | NIE                                                                | TAK                                                                                               |
| 23  | True Sport Sp. z o.o.                          | Pl. Stanisława Małachowskiego 2 00–066 Warszawa | 0000839072 | NIE                                                                | TAK                                                                                               |
| 24  | Wett Arena Polska Sp. z o.o.                   | Stefanowo 1 64–761 Krzyż Wielkopolski | 0000850165 | TAK                                                                | TAK                                                                                               |

Z dniem 11 kwietnia 2020 roku Wzajemne Zakłady Bukmacherskie Milenium ogłosiły upadłość i zamknęły swoją działalność. Tymczasem w czerwcu 2023 roku z rynku wycofuje się inny bukmacher, eWinner.
Sytuacja na rynku jest dynamiczna, bo Ministerstwo Finansów wciąż wydaje nowe koncesje. Co więcej, dochodzi też do fuzji firm. Znany od lat bukmacher Totolotek został przejęty przez Bwin, a dokładnie Bwin Poland S.A. To zwiastuje wejście na rynek nowego operatora o globalnym zasięgu. Bwin wciąż nie jest dostępny dla polskich graczy, ale wydaje się kwestią czasu, jak pojawi się na terenie Rzeczpospolitej.
Z kolei Noblebet został wcielony do LVBET.

## Stowarzyszenie Pracodawców i Pracowników Firm Bukmacherskich
STS SA, Fortuna Zakłady Bukmacherskie, Wzajemne Zakłady Bukmacherskie Milenium, Totolotek utworzyły pod koniec 2009 r. Stowarzyszenie Pracodawców i Pracowników Firm Bukmacherskich. Celem stowarzyszenia jest reprezentowanie interesów podmiotów gospodarczych urządzających zakłady bukmacherskie w oparciu o zezwolenia udzielone przez Ministra Finansów.